# Lucius Valerius Flaccus (Suffektkonsul 86 v. Chr.)
Lucius Valerius Flaccus († Anfang 85 v. Chr.) war ein Politiker der späten römischen Republik.
Flaccus war 99 oder 98 v. Chr. Ädil und wurde von Gaius Appuleius Decianus erfolglos angeklagt. Er wurde danach (vielleicht 95 oder 93 v. Chr.) Prätor und anschließend Statthalter von Asia. 86 v. Chr. war er Suffektkonsul (nachgewählter Konsul für den zu Beginn seines siebten Konsulats verstorbenen Gaius Marius), übernahm das Kommando gegen Mithridates von Pontos, brachte ein Gesetz durch, das Schulden auf ein Viertel reduzierte, und brach anschließend in den Osten auf. Flaccus war bei den Soldaten nicht beliebt. Der Hauptvorwurf gegen ihn ist Geiz. Er wurde bei einer Meuterei erschlagen. Sein Nachfolger wurde der militärisch qualifiziertere Legat Gaius Flavius Fimbria.